# Djevencio van der Kust
Djevencio van der Kust (30 aprile 2001) è un calciatore surinamese con cittadinanza olandese, difensore del Beerschot VA, in prestito dallo Sparta Rotterdam, e della nazionale surinamese.

## Carriera

### Club
Cresciuto nel settore giovanile dell'Utrecht, ha esordito in prima squadra il 15 agosto 2021 disputando l'incontro di Eredivisie vinto 4-0 contro lo Sparta Rotterdam.

### Nazionale
Nel 2023 ha esordito in nazionale.
Nel 2025 ha partecipato alla CONCACAF Gold Cup.

## Statistiche

### Presenze e reti nei club
Statistiche aggiornate al 9 aprile 2022.
| Stagione        | Squadra         | Campionato      | Campionato | Campionato | Coppe nazionali | Coppe nazionali | Coppe nazionali | Coppe continentali | Coppe continentali | Coppe continentali | Altre coppe | Altre coppe | Altre coppe | Totale | Totale |
| Stagione        | Squadra         | Comp            | Pres       | Reti       | Comp            | Pres            | Reti            | Comp               | Pres               | Reti               | Comp        | Pres        | Reti        | Pres   | Reti   |
| --------------- | --------------- | --------------- | ---------- | ---------- | --------------- | --------------- | --------------- | ------------------ | ------------------ | ------------------ | ----------- | ----------- | ----------- | ------ | ------ |
| gen.-mar. 2020  | Jong Utrecht    | EED             | 2          | 0          |                 | -               | -               |                    | -                  | -                  |             | -           | -           | 2      | 0      |
| 2020-2021       | Jong Utrecht    | EED             | 26         | 1          |                 | -               | -               |                    | -                  | -                  |             | -           | -           | 26     | 1      |
| 2021-2022       | Jong Utrecht    | EED             | 17         | 1          |                 | -               | -               |                    | -                  | -                  |             | -           | -           | 17     | 1      |
| 2021-2022       | Utrecht         | ED              | 7          | 0          | CO              | 0               | 0               |                    | -                  | -                  |             | -           | -           | 7      | 0      |
| Totale carriera | Totale carriera | Totale carriera | 52         | 2          |                 | 0               | 0               |                    | -                  | -                  |             | -           | -           | 52     | 2      |

### Cronologia presenze e reti in nazionale
| Cronologia completa delle presenze e delle reti in nazionale ― Suriname | Cronologia completa delle presenze e delle reti in nazionale ― Suriname | Cronologia completa delle presenze e delle reti in nazionale ― Suriname | Cronologia completa delle presenze e delle reti in nazionale ― Suriname | Cronologia completa delle presenze e delle reti in nazionale ― Suriname | Cronologia completa delle presenze e delle reti in nazionale ― Suriname | Cronologia completa delle presenze e delle reti in nazionale ― Suriname | Cronologia completa delle presenze e delle reti in nazionale ― Suriname |
| Data                                                                    | Città                                                                   | In casa                                                                 | Risultato                                                               | Ospiti                                                                  | Competizione                                                            | Reti                                                                    | Note                                                                    |
| ----------------------------------------------------------------------- | ----------------------------------------------------------------------- | ----------------------------------------------------------------------- | ----------------------------------------------------------------------- | ----------------------------------------------------------------------- | ----------------------------------------------------------------------- | ----------------------------------------------------------------------- | ----------------------------------------------------------------------- |
| 12-10-2023                                                              | Paramaribo                                                              | Suriname                                                                | 1 – 1                                                                   | Haiti                                                                   | CONCACAF Nations League 2023-2024 - 1º turno                            | -                                                                       | 80’                                                                     |
| 15-10-2023                                                              | Paramaribo                                                              | Suriname                                                                | 4 – 0                                                                   | Grenada                                                                 | CONCACAF Nations League 2023-2024 - 1º turno                            | 1                                                                       |                                                                         |
| 24-3-2024                                                               | Almere                                                                  | Suriname                                                                | 1 – 1                                                                   | Martinica                                                               | Amichevole                                                              | -                                                                       | 80’                                                                     |
| 8-6-2024                                                                | The Valley                                                              | Anguilla                                                                | 0 – 4                                                                   | Suriname                                                                | Qual. Mondiali 2026                                                     | -                                                                       | 71’                                                                     |
| 5-9-2024                                                                | Leonora                                                                 | Guyana                                                                  | 1 – 3                                                                   | Suriname                                                                | CONCACAF Nations League 2024-2025 - 1º turno                            | 1                                                                       |                                                                         |
| 9-9-2024                                                                | Le Gosier                                                               | Guadalupa                                                               | 1 – 0                                                                   | Suriname                                                                | CONCACAF Nations League 2024-2025 - 1º turno                            | -                                                                       |                                                                         |
| 11-10-2024                                                              | Paramaribo                                                              | Suriname                                                                | 1 – 1                                                                   | Costa Rica                                                              | CONCACAF Nations League 2024-2025 - 1º turno                            | -                                                                       |                                                                         |
| 15-10-2024                                                              | Paramaribo                                                              | Suriname                                                                | 5 – 1                                                                   | Guyana                                                                  | CONCACAF Nations League 2024-2025 - 1º turno                            | -                                                                       | 70’                                                                     |
| 15-11-2024                                                              | Paramaribo                                                              | Suriname                                                                | 0 – 1                                                                   | Canada                                                                  | CONCACAF Nations League 2024-2025 - Quarti di finale                    | -                                                                       | 69’                                                                     |
| 19-11-2024                                                              | Toronto                                                                 | Canada                                                                  | 3 – 0                                                                   | Suriname                                                                | CONCACAF Nations League 2024-2025 - Quarti di finale                    | -                                                                       | 46’                                                                     |
| 21-3-2025                                                               | Paramaribo                                                              | Suriname                                                                | 1 – 0                                                                   | Martinica                                                               | Qual. Gold Cup 2025                                                     | -                                                                       | 75’                                                                     |
| 25-3-2025                                                               | Fort-de-France                                                          | Martinica                                                               | 0 – 1                                                                   | Suriname                                                                | Qual. Gold Cup 2025                                                     | -                                                                       | 74’                                                                     |
| 22-6-2025                                                               | Arlington                                                               | Rep. Dominicana                                                         | 0 – 0                                                                   | Suriname                                                                | Gold Cup 2025 - 1° turno                                                | -                                                                       | 45’ 66’                                                                 |
| Totale                                                                  |                                                                         | Presenze                                                                | 14                                                                      |                                                                         | Reti                                                                    | 2                                                                       |                                                                         |